# Voigtei
Voigtei ist ein Ortsteil des Fleckens Steyerberg im Landkreis Nienburg/Weser in Niedersachsen.

## Geografie
Voigtei liegt 11 km südöstlich von Sulingen (Landkreis Diepholz) an der Landesstraße L 349, die von Kirchdorf nach Steyerberg führt. Nachbargemeinden im westlich gelegenen Landkreis Diepholz sind – von Norden nach Süden – die Samtgemeinde Siedenburg, die Stadt Sulingen und die Samtgemeinde Kirchdorf. Durch den Ort fließt die Siede, die bei Wehrenberg in die Große Aue mündet.

## Geschichte
Am 1. März 1974 wurde Voigtei in den Flecken Steyerberg eingegliedert.

## Politik

### Ortsrat
Voigtei wird von einem fünfköpfigen Ortsrat vertreten. Die Ratsmitglieder werden durch eine Kommunalwahl für jeweils fünf Jahre gewählt.
Bei der Kommunalwahl 2021 ergab sich folgende Sitzverteilung:
- Wählergemeinschaft Vogtei: 5 Sitze

### Ortsbürgermeister
Ortsbürgermeister ist seit 2019 Joachim Reimann.

## Wirtschaft und Infrastruktur

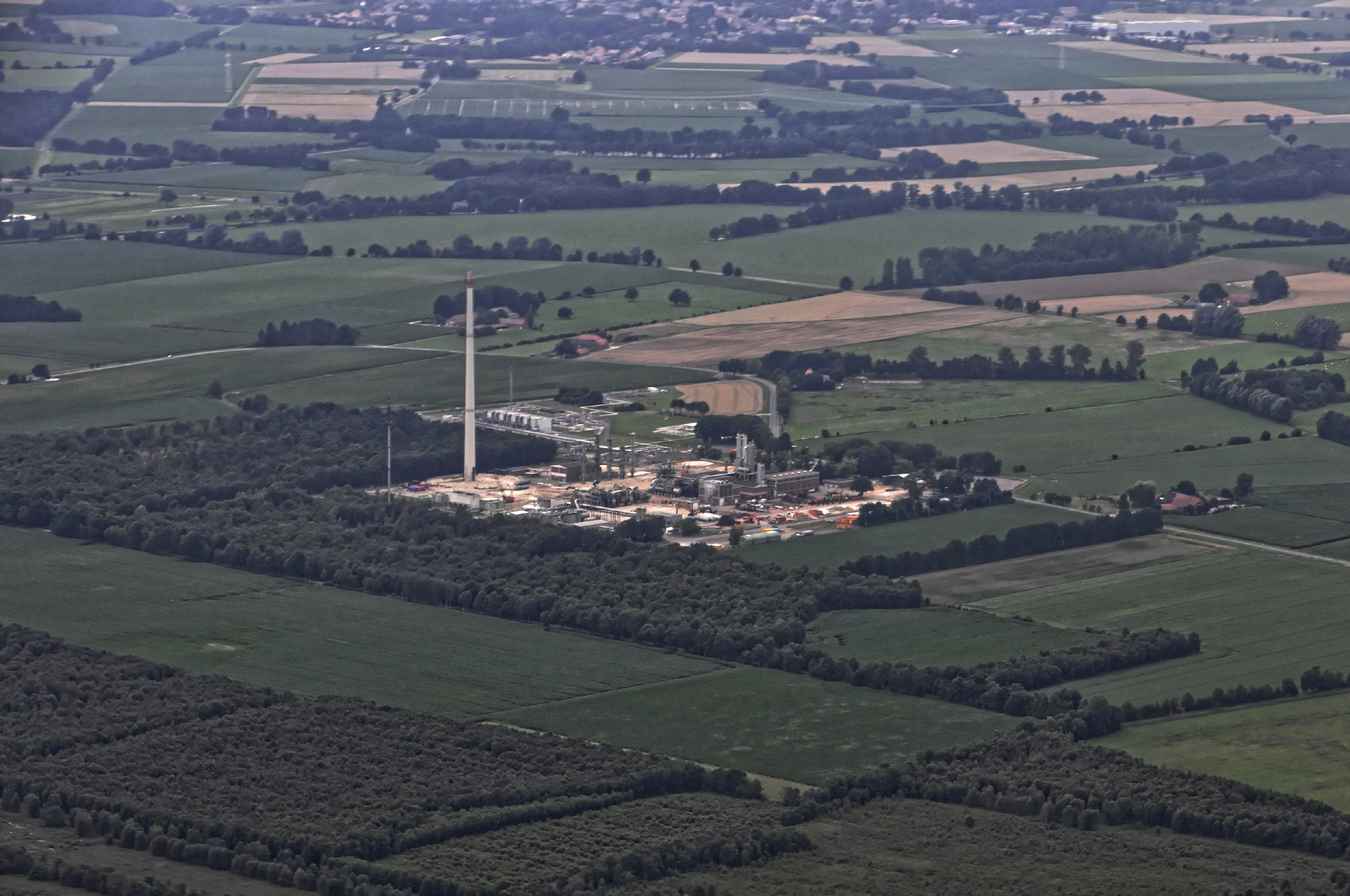
Luftaufnahme der Erdgasverarbeitungsanlage (2015)

### Unternehmen
Der Ort ist überregional bekannt für seine Erdgasverarbeitungsanlage der Firma ExxonMobil Production Deutschland GmbH – Standort Voigtei, die seit den 1950er Jahren die Erdgasversorgung Norddeutschlands als eine der wenigen inländischen Quellen unterstützt.
Unter der Überschrift „Erdgas aus Voigtei“ schrieb dazu der Diplom-Geologe Heiko Nuß (StBG) im Fachmagazin „Steine + Erden“ (Ausgabe 6/03) im Jahr 2003:
„Begonnen hat auch hier alles mit dem Erdöl. Vor 50 Jahren erbrachte die Bohrung ‚Voigtei 1‘ den ersten Ölfund im Landkreis Nienburg. Noch heute wird hier aus 78 Bohrungen Öl gefördert. So konnte Ende 2002 der Betrieb Voigtei mit seinen Erdölfeldern in Voigtei und Siedenburg auf eine Rekordmarke von fünf Millionen Tonnen gefördertem Erdöl seit Produktionsbeginn 1953 zurückschauen.
In den sechziger Jahren kam dann das Erdgas dazu. Allerdings hat das hier produzierte Erdgas zum Teil einen gravierenden Nachteil: Es handelt sich dabei um Sauergas mit einem hohen Anteil an Schwefelwasserstoff, einem schlecht riechenden und zudem bereits in geringer Konzentration hochgiftigen Gas. Um es verkaufsfähig zu machen, muss es aufbereitet werden. Deshalb wurde 1963 in unmittelbarer Nachbarschaft die Erdgasreinigungsanlage NEAG in Betrieb genommen. Nur so war es möglich, einen großen Teil der inländischen Erdgas-Reserven für den Verbraucher nutzbar zu machen.“
Doch 2013 wurde die Erdgasproduktion in Voigtei eingestellt, bzw. verlegt nach Großenkneten (Landkreis Oldenburg). Bis zum Jahr 2017 wurde ein Großteil der NEAG abgerissen werden. Das Gas, welches in Voigtei gereinigt wurde, wird jetzt in dem Werk in Großenkneten mit verarbeitet.
Im Jahr 2021 war dann schließlich auch mit der Erdölförderung in Voigtei Schluss. Aufgrund der natürlichen Erschöpfung der Lagerstätte "Voigtei" ist ein weiteres Betreiben des Feldes nicht mehr wirtschaftlich, denn der Anteil an Rohöl in der verwässernden Lagerstätte war zuletzt sehr gering. Ab 2022 wurde damit begonnen, die Bohrlöcher zu verfüllen und die Förderplätze in ihren ursprünglichen Zustand zurückzuversetzen.

### Verkehr
Voigtei liegt fernab des großen Verkehrs: Die B 61 von Sulingen über Uchte nach Minden verläuft 7 km entfernt westlich. Die von Diepholz über Sulingen nach Nienburg/Weser führende B 214 verläuft nördlich, 8 km entfernt. Die Bundesautobahnen sind noch weiter entfernt.
In Voigtei gibt es keine Straßenbezeichnungen, sondern nur Hausnummern, nach denen sich Einwohner, Postboten, Lieferanten und Besucher orientieren müssen. Die einzige Straße, die an Voigtei vorbeiführt heißt wie die Ortschaft selbst - Voigtei.

### Lage
Umgeben von Ackerland, umschlossen von der Siede im Osten und der Aue im Süden und Westen ist diese kleine Ortschaft, gelegen zwischen Sulingen und Steyerberg und nach einem größeren Maßstab betrachtet zwischen Hannover und Bremen, vom Siedener Moor im Norden und vom Hohen Moor im Südwesten eingefasst.